# Pål Gunnar Mikkelsplass
Pål Gunnar Mikkelsplass (Nes, 29 aprile 1961) è un ex fondista norvegese.
È marito di Marit e fratello di Eilif Kristen, a loro volta fondisti di alto livello.

## Biografia
In Coppa del Mondo esordì nella gara inaugurale del 9 gennaio 1982 a Reit im Winkl, ottenendo subito la prima vittoria.
In carriera prese parte a due edizioni dei Giochi olimpici invernali, Sarajevo 1984 (17° nella 15 km, 12° nella 30 km) e Calgary 1988 (2° nella 15 km, 6° nella 30 km, 9° nella 50 km, 6° nella staffetta), e a cinque dei Campionati mondiali, vincendo quattro medaglie.

## Palmarès

### Olimpiadi
- 1 medaglia:
  - 1 argento (15 km[2] a Calgary 1988)

### Mondiali
- 4 medaglie:
  - 2 ori (staffetta a Oslo 1982; staffetta[2] a Seefeld in Tirol 1985)
  - 1 argento (15 km TC[2] a Lahti 1989)
  - 1 bronzo (staffetta[2] a Oberstdorf 1987)

### Coppa del Mondo
- Miglior piazzamento in classifica generale: 3º nel 1988
- 17 podi (tutti individuali[3])[4]:
  - 3 vittorie
  - 7 secondi posti
  - 7 terzi posti

#### Coppa del Mondo - vittorie
| Data             | Località      | Nazione        | Spec.    |
| ---------------- | ------------- | -------------- | -------- |
| 9 gennaio 1982   | Reit im Winkl | Germania Ovest | 15 km TC |
| 18 dicembre 1982 | Davos         | Svizzera       | 15 km TC |
| 27 marzo 1988    | Rovaniemi     | Finlandia      | 50 km TC |

Legenda:

TC = tecnica classica